# ACMAT-LKW

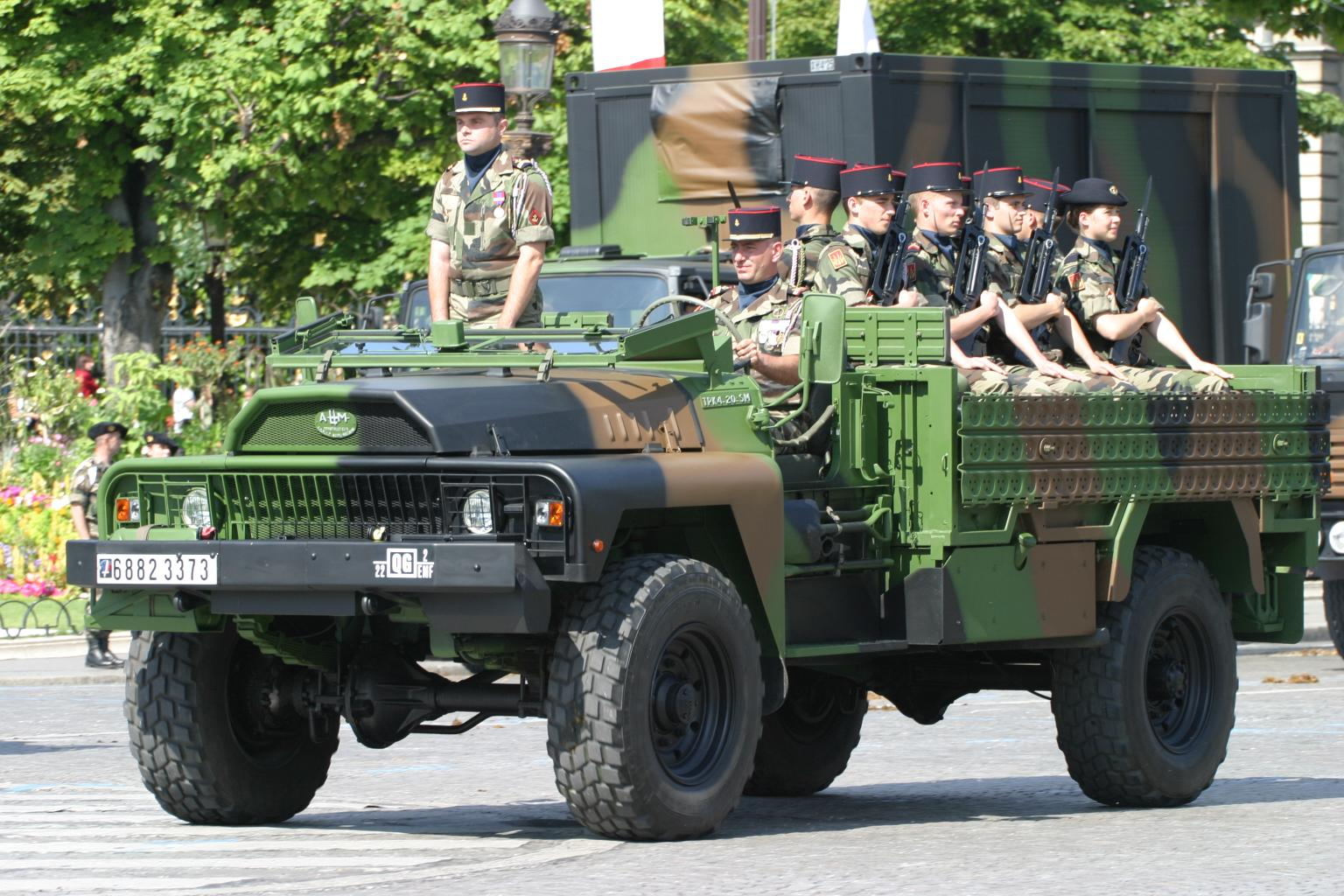
VLRA als Mannschaftstransporter des „22e bataillon d’infanterie de marine“ bei einer Parade (2004).

ACMAT-LKW sind geländegängige Lastkraftwagen der französischen Streitkräfte, die als Sonderausführungen auch von den Feuerwehren in den unzugänglichen Gebieten Südfrankreichs genutzt werden. In der französischen Armee werden sie als VLRA (Véhicule léger de reconnaissance et d’appui, „Leichtes Aufklärungs- und Unterstützungsfahrzeug“) geführt. Im Einsatz sind die Fahrzeuge auch bei den befreundeten oder französisch beeinflussten Streitkräften (z. B. in Afrika). Entwickelt in den 1960er Jahren von der Firma „ALM“ (Ateliers Legueu Meaux), werden sie heute von Arquus, einem Unternehmen der Volvo Group, hergestellt. „ACMAT“ war eine Tochter von Renault Trucks Defense, die sich nach der Übernahme von Panhard General Defense 2012 in Arquus umbenannte, unter deren einheitlicher Marke seitdem produziert wird. Die Namen der Töchter werden nicht mehr benutzt.

## Beschreibung
In der französischen Armee werden sie unter dem Oberbegriff „VLRA“ (Véhicule léger de reconnaissance et d’appui, „Leichtes Aufklärungs- und Unterstützungsfahrzeug“) geführt. Es existiert eine breite Palette von 75 Ausführungen, so zum Personen- oder Materialtransport oder als Unterstützungsfahrzeug unterschiedlichster Art. Im Jahre 2014 hatte die französische Armee die Aussonderung der Fahrzeuge für 2018 angekündigt. Allerdings waren am 31. Dezember 2017 noch 508 Fahrzeuge mit einem Altersdurchschnitt von 24 Jahren im Einsatz – im Gegensatz zu den 550 Fahrzeugen am 31. Dezember 2016.
Sie können 15-Fuß-Container, Waffensysteme oder Personal transportieren. Der Kraftstoffverbrauch liegt durchschnittlich bei 23 Litern auf 100 Kilometern.
Alle Modelle sind in der C-130 Hercules oder der C-160 Transall luftverlastbar.
Die einzelnen Varianten unterscheiden sich durch die Abkürzung TPK oder WPK, gefolgt von der Modellnummer und eventuell der Versionsbezeichnung.

## Motorsport

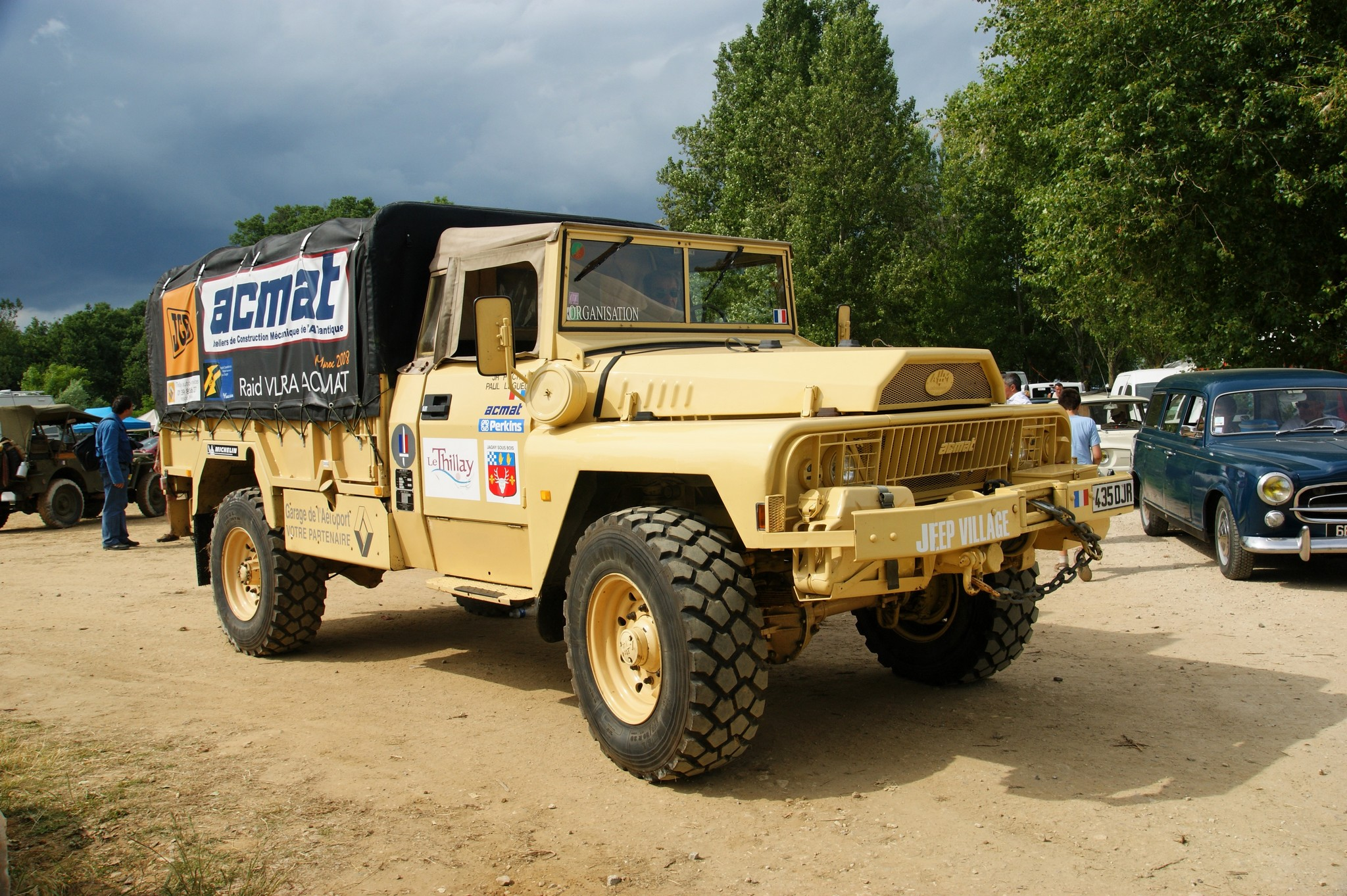
Ein ALM ACMAT TPK 420 wie er von Adrien Villette zur Rallye Dakar 1981 und 1982 eingesetzt wurde

Im Jahr 1981 gewann Adrien Villette die Rallye Dakar 1981 in der LKW-Klasse auf einem ALM ACMAT TPK 420 vor Ford, Mercedes MAN und Iveco. Er sowie sein Navigator und die Besatzung eines zweiten ALM ACMAT TPK 420 waren zu diesem Zeitpunkt Angehörige der Unité d’instruction et d’intervention de la sécurité civile n°7 des französischen Zivilschutzes und wurden von diesem mit zwei Fahrzeugen sowie finanziell und logistisch unterstützt. Zur Rallye Dakar 1982 setzte ALM ACMAT sechs baugleiche TPK 420 ein, wovon fünf ausfielen und der verbleibende den 4. Platz in der LKW-Klasse und den 78. Platz in der Gesamtwertung belegte.

## Varianten

### Logistikfahrzeuge
- TPK 420 VCT: „Véhicule de commandement et de transmission“ (Kommando- und Fernmeldefahrzeug) (4×4)
- TPK 436 SCM: Güterumschlagfahrzeug mit Plattform und einem Ladekran hinter dem Führerhaus (Kapazität des Krans: 3000 kg bei 6,60 m Ausladung, Drehbereich 200°) (4×4)
- TPK 420 SL7: Bergefahrzeug mit hydraulischer Stütze (4×4)
- TPK 425 SAM: Sanitätsfahrzeug mit einer Kabine 3,307 × 2,20 × 1,675 m zum Transport von vier Verwundeten (4×4)
- TPK 430 F: Kofferwagen mit mechanischer oder elektrischer Instandsetzungswerkstatt (leichte Instandsetzung) oder Kommandofahrzeug (4×4)
- TPK 432 SB: Bus für Personentransporte, 28 Personen (kurzes Chassis) oder 34 Personen (langes Chassis) (4×4)
- TPK 433 SB: Bus als Kommandofahrzeug oder für den Verwundetentransport. (4×4)
- TPK 635 SL7: Kfz-Instandsetzungsfahrzeug (6×6)
- TPK 640 WRT: 5-t-Abschleppfahrzeug mit hydraulischem 30-t-Kran (6×6)
- TPK 641 GBS: Kipperfahrzeug mit 7,2-t-Ladekran (6×6)

### Vorauslogistikfahrzeuge
- WPK 440 SH/STL Transportfahrzeug der 4-Tonnen-Klasse (4×4)
- WPK 655 SH/STL Transportfahrzeug für 15-Fuß-Container (6×6)
- WPK 665 APL Transportfahrzeug für 20-Fuß-Kabine (6×6)
- WPK 875 SH Transportfahrzeug für 20-Fuß-Kabine (8-Tonnen-Klasse) (8×8)

### Leichte Aufklärungs- und Unterstützungsfahrzeuge
- TPK 415 SM3/FSP Patrouillenfahrzeug (4×4)
- TPK 420 SM3 „Véhicule léger de reconnaissance et d'appui“ – Leichtes Aufklärungs- und Unterstützungsfahrzeug (4×4)
- TPK 420 STL Mehrzweckfahrzeug. Flache Plattform 2,90 m lang, klappbare und abnehmbare Seitenwände (4×4)
- TPK 420 PMB Trägerfahrzeug für Mörser. (4×4)
- TPK 425 STL/SH Mehrzweckfahrzeug. (4×4)
- TPK 436 STL/SH Mehrzweckfahrzeug. (4×4)

### Personen- oder Materialtransporter
- TPK 640 SM3 Personen- oder Materialtransporte. (6×6)
- TPK 640 CTL Mehrzweckfahrzeug zum Personentransport (18 Soldaten), zur Montage eines Maschinengewehrs Browning M2 oder der Panzerabwehrlenkwaffe MILAN etc. (6×6)
- TPK 641 VPC Fahrzeug mit Doppelkabine mit sechs Sitzplätzen. Plattform zur Montage einer 20-mm-Zwillings-Maschinenkanone. (6×6)
- TPK 650 SH/STL mit Kabine. (6×6)

### Sattelzugmaschinen
- TPK 635 TSR Sattelzugmaschine (6×6)
- TPK 635 TSR 3 EC Zugmaschine mit vergrößerter Kabine (6×6)
- TPK 490 SR Sattelzugmaschine (4×4)
- TCM 420 BL6 Gepanzertes Verbindungs-, Aufklärungs- und Kommandofahrzeug (4×4)

### Weitere Fahrzeuge
- ALM VCOM (1961 bis 1964)
- ACMAT VCOM (1964 bis 1967)
- ACMAT SYPORA (seit 2007)
- Bastion Patsas
- Command Car (4×4, Sonderanfertigung für die Abnahme der Militärparade am 14. Juli in Paris durch den französischen Staatspräsidenten und Generalstabschef, in Funktion seit den 1970er Jahren)[8]

## Galerie

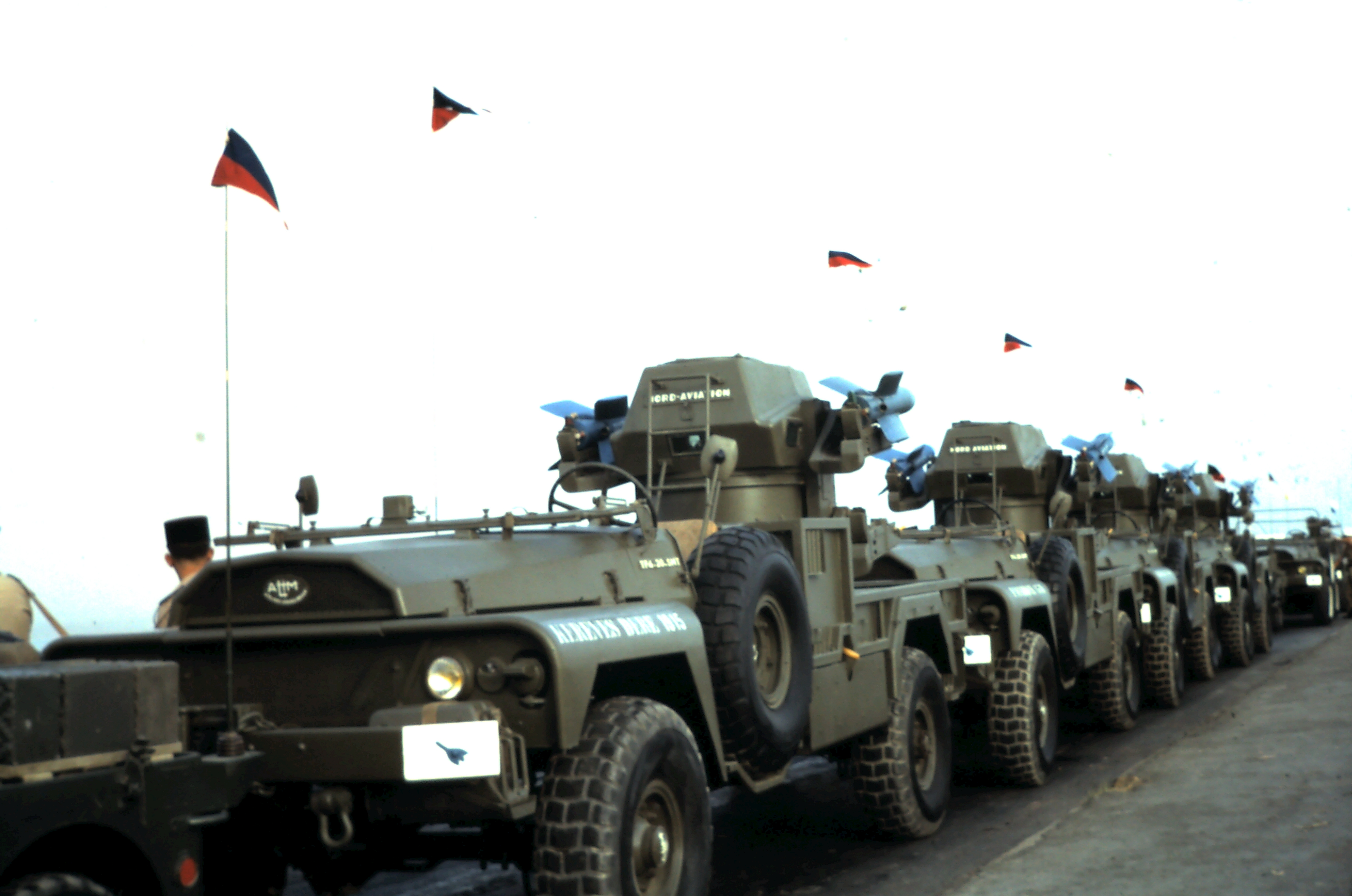
VLRA mit SS 11 Panzerabwehrraketen 1970
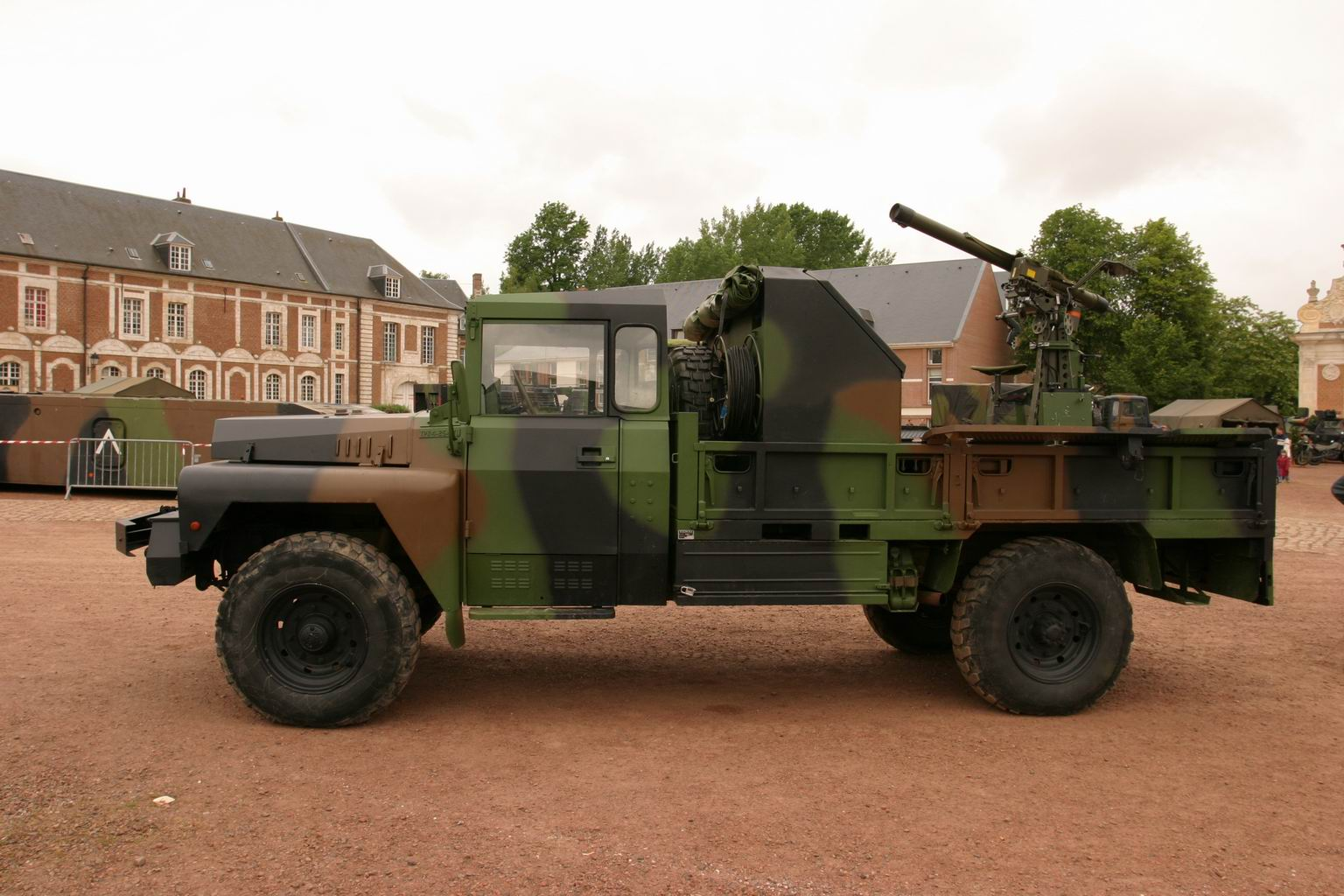
VLRA TPK 425 Pamela mit Mistral-Flugabwehrrakete
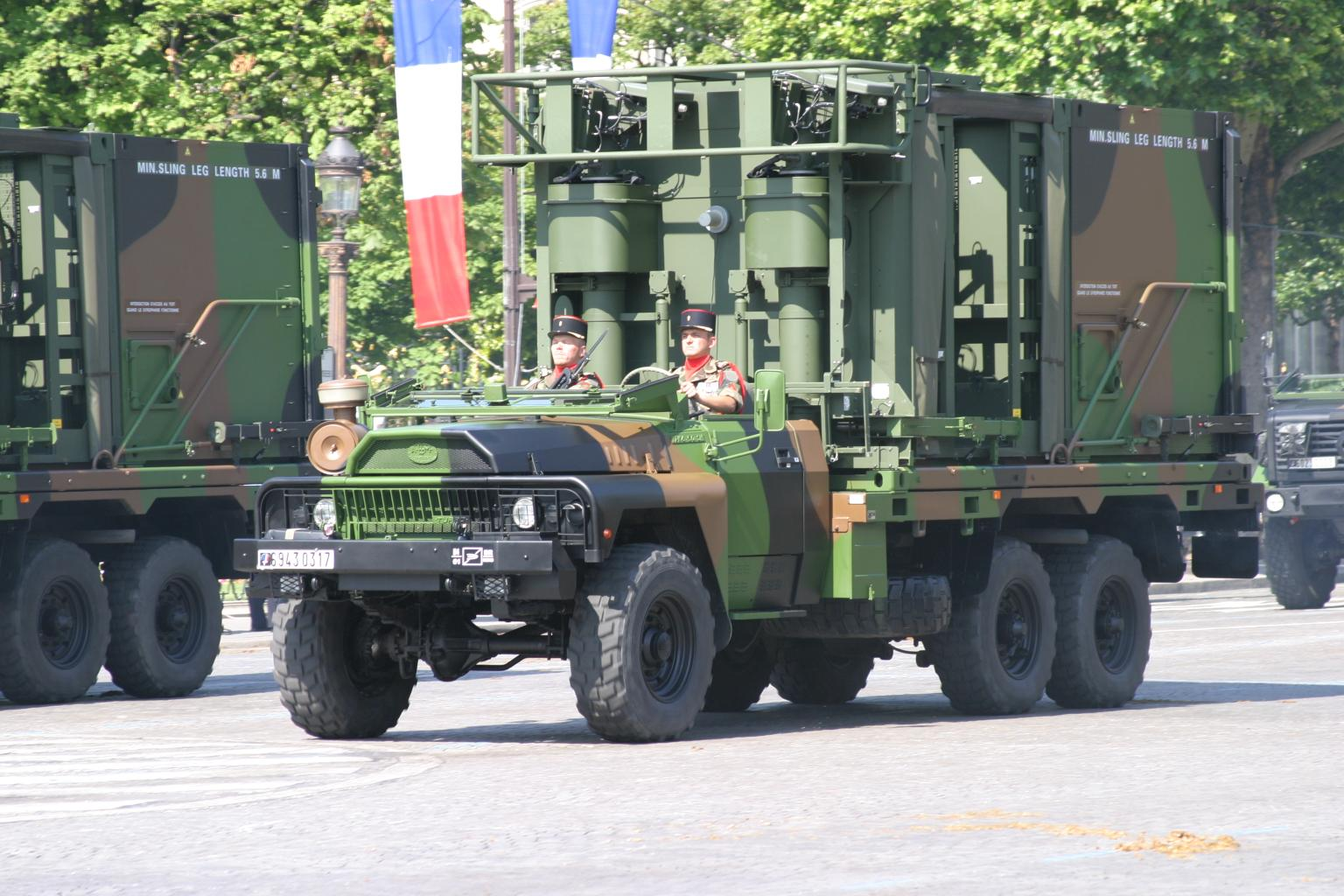
TPK 650 porte als Containertransporter
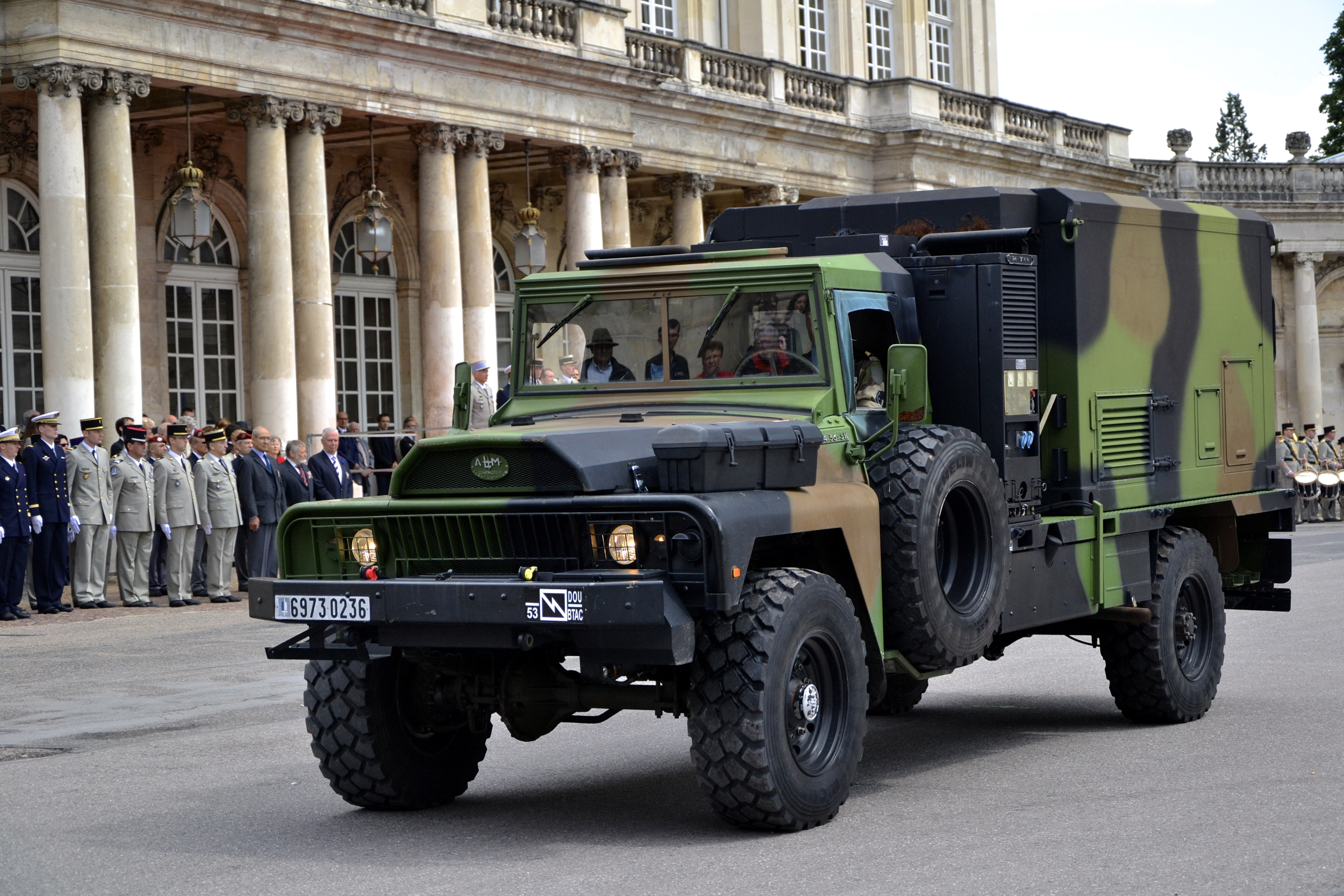
ACMAT TPK 436 SH mit Fernmeldekabine bei der Parade am 14. Juli 2012 in Nancy
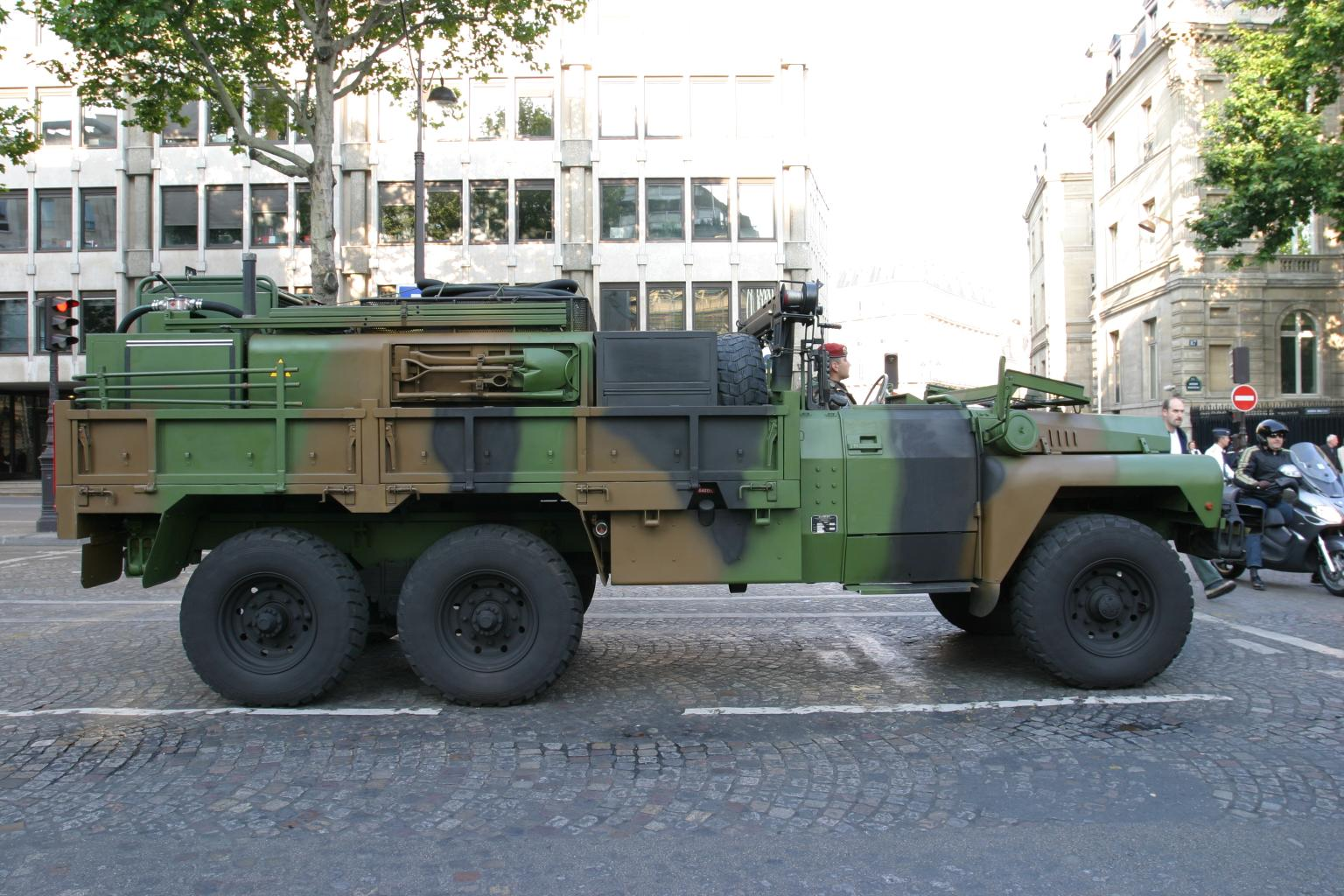
ACMAT TPK 640 als Tankfahrzeug der ABC-Abwehrtruppe 2005 bei einer Parade
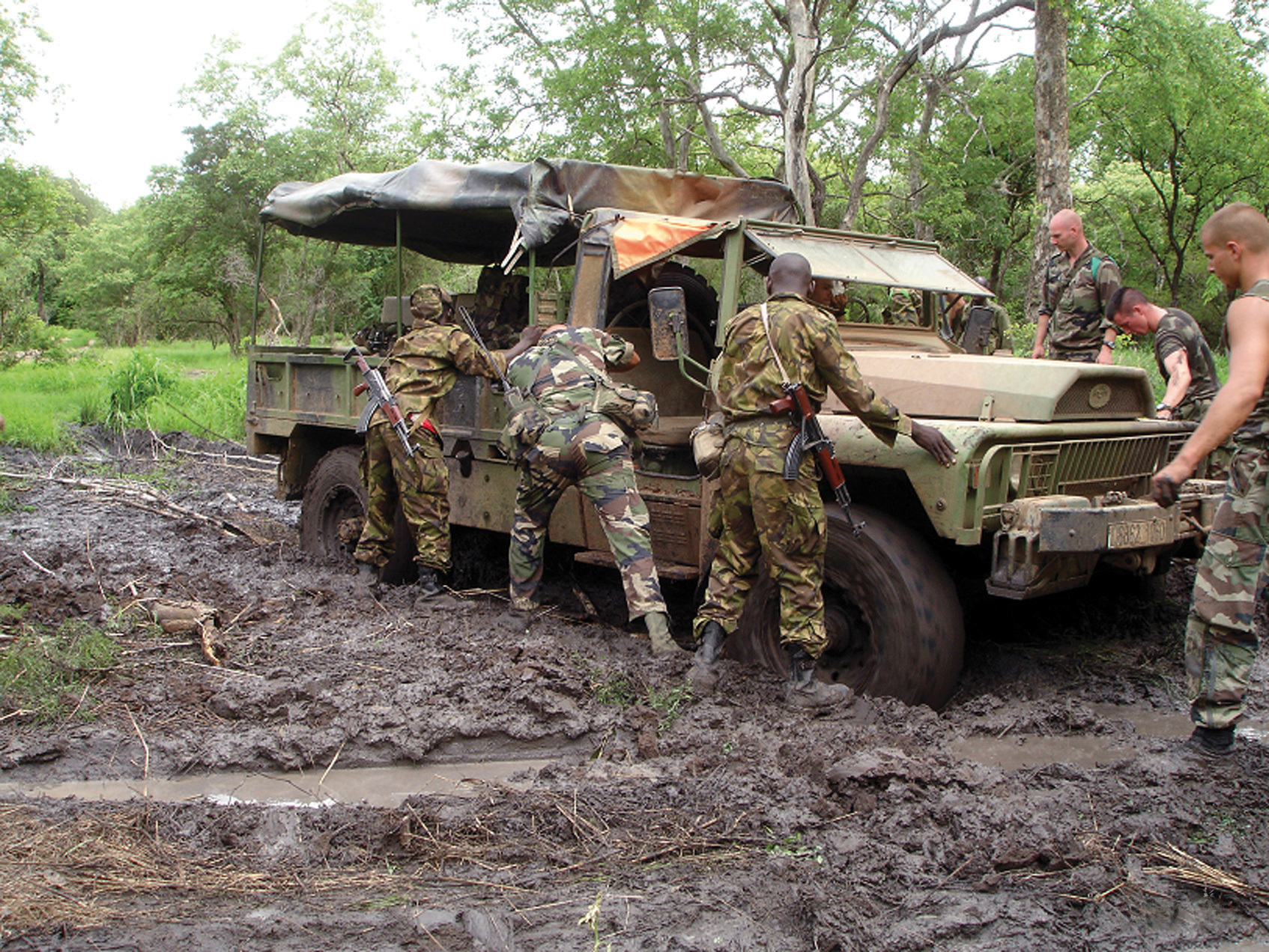
VLRA im Einsatz im Tschad
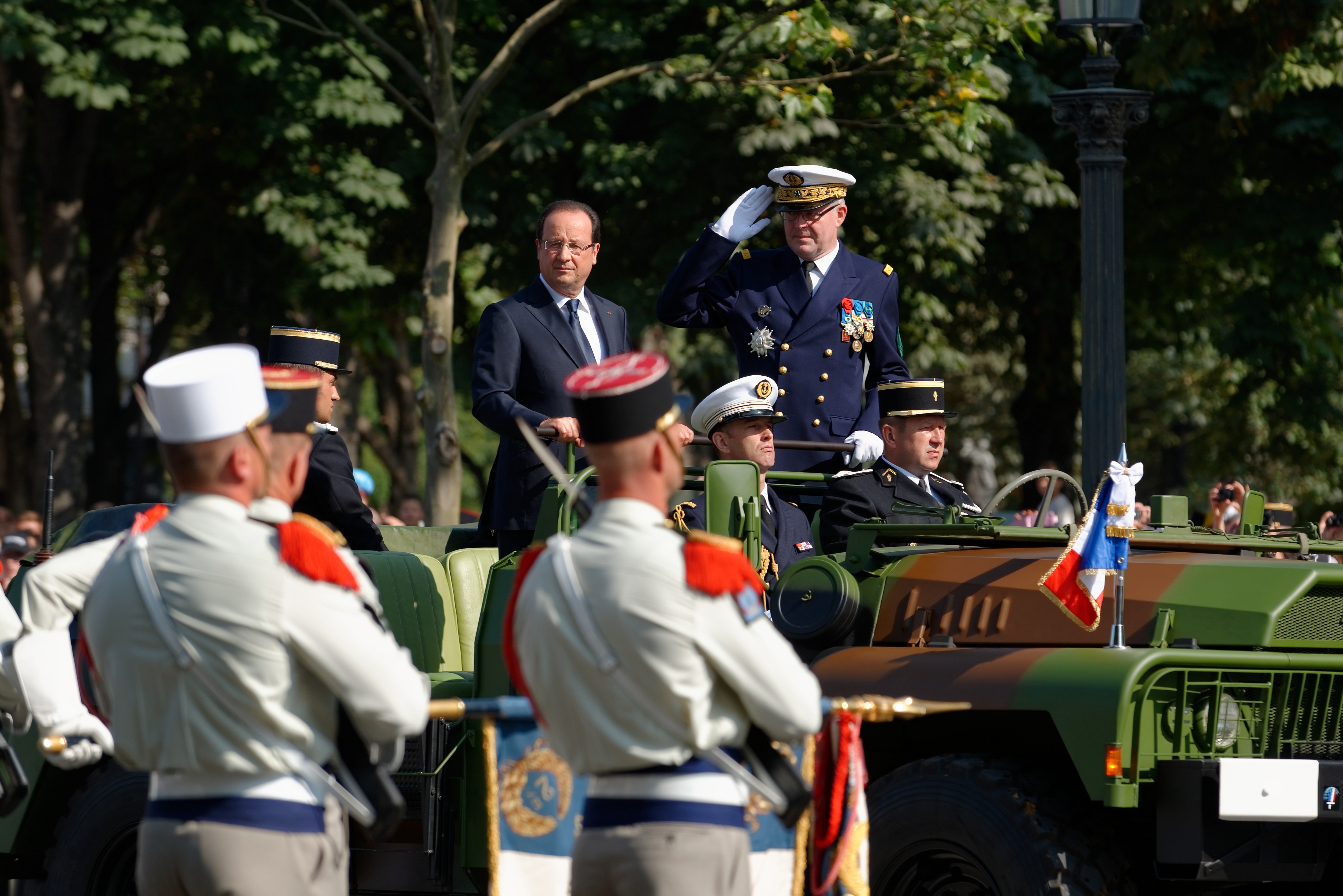
Präsident François Hollande und Admiral Édouard Guillaud im Command Car bei der Abnahme der Militärparade in Paris am 14. Juli 2013

Unter der Leitung des neuen Vorstandes Moun Bourjij entstand in Zusammenarbeit mit Renault Trucks der ACMAT VLRA 2 (Véhicule de Liaison et de Reconnaissance Blindé), welcher seit 2009 angeboten wird. Auf Basis des Toyota Hilux der siebenten Generation wird ebenfalls seit 2009 der ACMAT ALTV (Airtransportable Véhicule Tactique Léger) hergestellt. Dieser kommt seither vorwiegend in Afghanistan zum Einsatz.